# NGC 902
NGC 902 je galaksija u zviježđu Kit.

## Vanjske poveznice
- SEDS: NGC 902